# Riviervismarkt (Haarlem)
De Riviervismarkt is een smal plein in de Noord-Hollandse stad Haarlem. Het vrij smalle plein ligt in het centrum van de stad en ligt in het verlengde van de Grote Markt en kan dan ook als versmalling van dit centrale stadsplein gezien worden. De Riviervismarkt loopt vanaf de kruising met de Jansstraat tot aan het Klokhuisplein waar deze de Lange Begijnstraat kruist.

## Geschiedenis
Het plein is vernoemd naar de (rivier)vismarkt die werd gehouden op dit plein. Sinds 1603 werd de zeevismarkt gehouden aan de noordwesthoek van de Grote Kerk. Deze markt bestond uit twee rijen overdekte visbanken. In 1768 is deze vismarkt verbouwd en meer tegen de Grote Kerk geplaatst. Deze vismarkt is na de Tweede Wereldoorlog in gebruik genomen als expositieruimte onder de naam de Vishal.
De riviervismarkt, die vanaf 1708 ook wel bekend stond als de Boerenvismarkt, lag ten oosten van deze markt en bestond uit enkele banken tegen de Grote Kerk aan. En voordat er sprake was van een vismarkt op dit plein, heette het slechts Noordzijde Grote Kerk. In de verponding van 1734 heet het plein Noortsyde van de Groote Kerck of Vismarkt.

## Monumenten
Aan de zuidzijde van de straat staat de markante Grote of St.-Bavokerk. Aan de noordzijde bevinden zich negen panden, met huisnummers 1 t/m 19. Deze panden zijn oorspronkelijk gebouwd tussen 1780 en 1910. Nummer 9,17 en 19 betreffen een rijksmonument. Nummer 11 en 13 betreffen een gemeentelijk monument.

### Rijksmonumenten
| Object                                                         | Oorspronkelijke functie? | Bouwjaar                            | Architect | Locatie                                 | Coördinaten?                  | Nr.?  | Afbeelding        |
| -------------------------------------------------------------- | ------------------------ | ----------------------------------- | --------- | --------------------------------------- | ----------------------------- | ----- | ----------------- |
| Pand met geverfde lijstgevel, oorspronkelijk                   | Werk-woonhuis            | 17e eeuw (pand) 19e eeuw (onderpui) |           | Riviervismarkt 9                        | 52° 22' 53" NB, 4° 38' 17" OL | 19677 | Meer afbeeldingen |
| Pand met klokgevel met voluten                                 | Werk-woonhuis            | 18e eeuw                            |           | Riviervismarkt 17                       | 52° 22' 53" NB, 4° 38' 18" OL | 19678 | Meer afbeeldingen |
| Pand met klokgevel met voluten, gedekt door driehoekig fronton | Werk-woonhuis            |                                     |           | Riviervismarkt 19 (hk. Klokhuisplein 6) | 52° 22' 53" NB, 4° 38' 18" OL | 19679 | Meer afbeeldingen |

### Gemeentelijke monumenten
| Object                       | Bouwjaar | Architect | Locatie                      | Plaats  | Coördinaten                   | Nr.          | Afbeelding                   |
| ---------------------------- | -------- | --------- | ---------------------------- | ------- | ----------------------------- | ------------ | ---------------------------- |
| Riviervismarkt 11 (11 A - C) | ± 1880   |           | Riviervismarkt 11 (11 A - C) | Haarlem | 52° 22' 53" NB, 4° 38' 17" OL | 0392/59-0630 | Riviervismarkt 11 (11 A - C) |
| Riviervismarkt 13, 13 A - C  | ± 1905   |           | Riviervismarkt 13, 13 A - C  | Haarlem | 52° 22' 53" NB, 4° 38' 17" OL | 0392/59-0184 | Riviervismarkt 13, 13 A - C  |

## Trivia
- De huisnummers aan de Riviervismarkt lopen oneven op van 1 t/m 19, maar nummer 15 ontbreekt in dit rijtje.